# 圣泰戈内克-洛克埃吉内尔
圣泰戈内克-洛克埃吉内尔（法語：Saint-Thégonnec Loc-Eguiner，法語發音：[sɛ̃ teɡonɛk lɔk eɡinɛʁ]）是法国菲尼斯泰尔省的一个市镇，位于该省东北部，属于莫尔莱区。

## 历史
圣泰戈内克-洛克埃吉内尔成立于2016年1月1日，由市镇圣泰戈内克和洛克埃吉内尔-圣泰戈内克合并而成，其中圣泰戈内克为政府驻地。

## 地理
圣泰戈内克-洛克埃吉内尔（48°31'16"N, 3°56'47"W）面积49.78 平方千米，位于法国布列塔尼大區菲尼斯泰尔省，该省份为法国最西部的省份，位于布列塔尼半岛西部，北西南三面环大西洋，东临阿摩尔滨海省和莫尔比昂省。

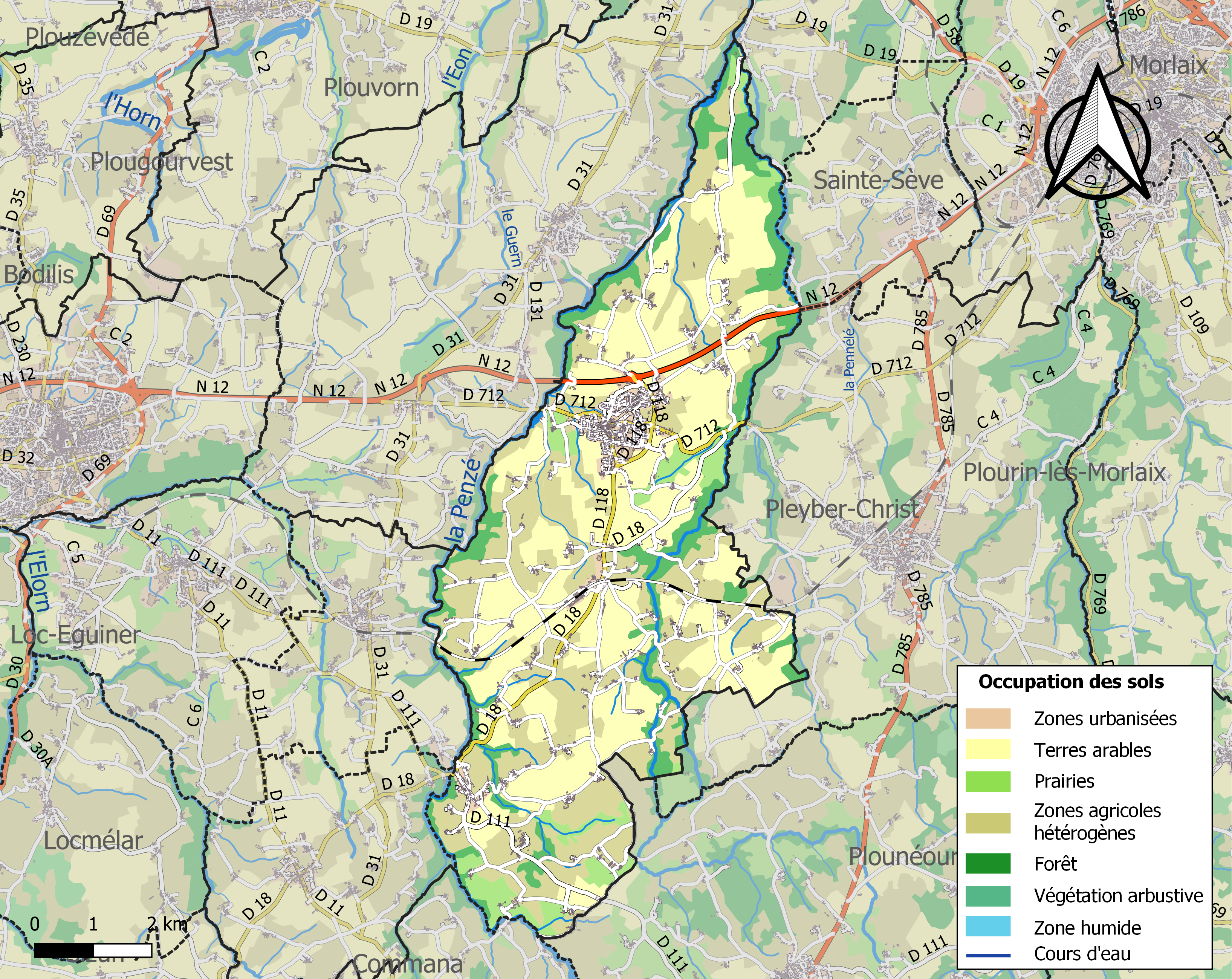
圣泰戈内克-洛克埃吉内尔的OSM定位图

与圣泰戈内克-洛克埃吉内尔接壤的市镇（或旧市镇、城区）包括：吉克朗、吉米利欧、普莱贝尔克里斯特、普卢内乌尔梅内兹、圣塞夫、托莱、圣索沃尔、科马纳。
圣泰戈内克-洛克埃吉内尔的时区为UTC+01:00、UTC+02:00（夏令时）。

## 行政
圣泰戈内克-洛克埃吉内尔的邮政编码为29410，INSEE市镇编码为29266。

## 政治
圣泰戈内克-洛克埃吉内尔所属的省级选区为莫尔莱县。

## 人口
圣泰戈内克-洛克埃吉内尔于2022年1月1日时的人口数量为3118人。